# Silvercup Studios

Silvercup Studios

Die Silvercup Studios befinden sich an der Anschrift 42-22 22nd Street in Queens (New York City) und sind der größte Film- und Fernsehproduktionsort der Stadt. Eine weitere Liegenschaft befindet sich in Port Morris in der Bronx.
Das von den Brüdern Alan und Stuart Suna gegründete Studio befindet sich seit 1983 im Gebäude der früheren "Silvercup Bakery".
Unter anderem wurden folgende Filme und Serien in den Silvercup Studios gedreht.
- 1984: Auf der Jagd nach dem grünen Diamanten
- 1986: Highlander – Es kann nur einen geben
- 1989: Black Rain
- 1989: Harry und Sally
- 1990: Der Pate III
- 1999: Big Daddy
- 1999–2007: Die Sopranos
- 2002: Gangs of New York
- 2006: Der Teufel trägt Prada
- 2006–2013: 30 Rock
- 2007–2012: Gossip Girl
- 2008: Sex and the City
- 2008: Love Vegas
- 2008: Kurzer Prozess – Righteous Kill
- 2008–2013: Fringe – Grenzfälle des FBI
- 2009–2014: White Collar
- 2010: Knight and Day
- 2012: Savages
- ab 2018: Manifest